# 카를루스 케이로스
카를루스 마누엘 브리투 레알 케이로스(포르투갈어: Carlos Manuel Brito Leal Queiroz, 1953년 3월 1일 ~ )는 포르투갈 출신의 축구 지도자이다. 한때 케이로스는 세계적으로 유명한 축구팀인 맨체스터 유나이티드, 레알 마드리드에서 코치와 감독으로 활동한 적이 있었으며, 국가대표팀에선 남아프리카 공화국 국가대표팀과 포르투갈 국가대표팀과 이란 국가대표팀 감독을 맡기도 했다. 2019년 2월부터 콜롬비아 국가대표팀 감독으로 임명됐다. 그러나 우루과이 축구 국가대표팀에게 0-3으로 패배한 뒤이어 연달아 에콰도르 축구 국가대표팀에게 1-6으로 패배한 것이 원인이 되어 콜롬비아 축구 국가대표팀 감독에서 경질당했다. 2021년 9월 이집트 축구 국가대표팀에 부임하였으나 2022년 아프리카 최종예선에서 세네갈에 승부차기로 패배하여 본선 진출에 실패해 자리에서 물러났으나, 카타르 월드컵 개막 3개월을 앞두고 이란 국가대표팀에 다시 복귀하였다. 2022년 카타르 월드컵 이후, 2023년에는 카타르 축구 국가대표팀을 맡았으나 성적부진으로 경질되었고, 1년 7개월동안 공백기간을 거쳐 2025년 7월, 오만 축구 국가대표팀에 부임하여 감독으로 복귀한다.

## 생애
선수로서는 골키퍼로 활약하다가 젊은 나이에 현역에서 물러나 지도자의 길로 나섰다. 황금세대라고 일컫는 U-20 포르투갈 대표팀을 이끌고 1989년과 1991년 FIFA 세계 청소년 선수권 대회를 연패했다. 그 실적을 인정받아 포르투갈 A 대표팀 감독에 취임했지만, 미국 월드컵 출전을 이루지 못하고 해임되었다.
1999년 남아프리카 공화국 축구 국가대표팀 감독으로 취임하였다. 2002년 FIFA 월드컵 아프리카 예선을 통과하고 출전권을 획득했지만, 대회 직전인 2002년 2월에 해임되었다. 2002년 가을에 맨체스터 유나이티드 FC의 수석코치로 취임하였다. 도중, 2003년부터 2004년까지 레알 마드리드 CF의 감독으로 취임했지만, 프리메라리가 4위라는 성적을 거두면서 해임되었다. 해임 후 맨체스터 유나이티드 FC의 수석 코치로 복귀했다.
2008년부터 다시 포르투갈 국가대표팀 감독을 맡아 2010년 FIFA 월드컵에서는 16강에 진출했다. 그러나 2010년 5월 팀에 대한 도핑 검사에 반발하여 포르투갈 축구 연맹 및 반도핑 기구에서 벤치들이 6개월 자격 정지 처분을 받았고, 처분 기간 중 같은 해 9월에 UEFA 유로 2012 예선의 부진으로 경질되었다.
일본에서는 1996년 후반에 아스널 FC로 이적한 벵거 감독의 후임으로, 나고야 그램퍼스의 감독으로 취임하여, 다음 해의 세컨드 스테이지 중간까지 이끌었다.
2011년 4월 4일 이란 국가대표팀의 감독으로 취임을 보도했다. 2014년까지 계약으로 이란 메헤르 통신에 따르면, 추정 연봉은 약 450만 달러에 달한다. 그러나 브라질 월드컵에서 보스니아-헤르체고비나의 월드컵 데뷔 첫 승의 제물이 되는 등 1무 2패에 그쳐 예선에서 탈락한 후 이란 국가대표팀 감독에서 스스로 물러난다고 하였지만 이란 축구 협회와의 협의 끝에 2018년 러시아 월드컵까지 감독직을 연장하였다. 그러나 팀이 2015년 AFC 아시안컵에서 이라크와의 8강전 승부차기 끝에 패배하여 3회 연속 8강에 그친 후, 선수문제로 사퇴했다가 2015년 4월 27일 다시 이란 대표팀 감독직에 복귀 했다. 그러나 감독직 복귀 후 2018년 FIFA 월드컵 아시아 지역 2차 예선 투르크메니스탄과 1-1로 비기는 굴욕을 당했지만 그러나 3차 예선에서 대한민국,중국,우즈베키스탄,시리아,카타르와 A조에 속해 단 한번도 패하지 않고 이란 축구를 2회 연속이자 통산 5번째 월드컵 본선 진출을 하는데 성공했다.
2019년에는 호세 페케르만의 후임으로 콜롬비아의 감독으로 부임하였다. 그러나 2022년 FIFA 월드컵 남미 지역 예선에서 케이로스는 마치 10년 전 디에고 마라도나를 연상케 할 정도의 졸장같은 면모를 보여줬다. 칠레를 상대로는 졸전 끝에 칠레에게 압도적으로 밀리며 2-2로 겨우 비겼고 우루과이에게는 홈에서 0-3으로 완패를 당했다. 그러다가 에콰도르에게 1-6으로 대패를 당하는 졸전이 원인이 되어 2020년에 콜롬비아 감독에서 경질당했다.
2021년에 이집트의 감독으로 부임하였다. 2022년 FIFA 월드컵 아프리카 지역 예선에서는 2022년 FIFA 월드컵 남미 지역 예선에서보다는 비교적 잘 했다. 하지만 최종 예선에서 만난 세네갈을 상대로 승부차기까지 가는 접전끝에 패했으며 이로 인해 이집트가 지역예선 탈락하고 세네갈이 본선에 진출했다. 케이로스는 이 책임을 물어 또다시 경질되었으며 바로 이란의 감독으로 복직했다.

### 2022년 FIFA 월드컵
케이로스는 2019년 2월, 콜롬비아 축구 국가대표팀 감독직에 선임됐지만, 남미 지역 예선에서 우루과이 축구 국가대표팀에게 0대 3  패배, 에콰도르 축구 국가대표팀에게 1대 6으로 패배했고 이 경기 이후 감독직에서 해임당했다. 이후 이집트 축구 국가대표팀을 이끌고 아프리카 지역 예선에 나가서 최종예선까지 진출했지만, 세네갈 축구 국가대표팀 상대로 승부차기까지 간 접전 끝에 탈락했고 대표팀에서 해임당했다. 이후 다시 이란 축구 국가대표팀의 감독으로 되돌아왔지만, 본선에서 1차전에서부터 잉글랜드 축구 국가대표팀에게 2대 6 대패를 당했으며, 2차전에서 웨일스 축구 국가대표팀을 2대 1로 이겼지만 3차전 상대 미국 축구 국가대표팀에게 패하는 바람에 조별리그에서 탈락했다.

## 지도자 경력
- 1984년  G.D. Estoril-Praia 지원
- 1989 - 1991년  U-20 축구 포르투갈 대표팀 감독
- 1991 - 1993년  포르투갈 감독
- 1994 - 1996년  스포르팅 CP 감독
- 1996년 -  뉴욕 레드불스 감독
- 1996 - 1997년  나고야 그램퍼스 에이트 감독
- 1997 - 1998년  아랍에미리트 대표팀 감독
- 1999 - 2002년  남아프리카 공화국 대표팀 감독
- 2002 - 2003년  맨체스터 유나이티드 FC 수석 코치
- 2003 - 2004년  레알 마드리드 CF 감독
- 2004 - 2008년  맨체스터 유나이티드 FC 수석 코치
- 2008 - 2010년  포르투갈 대표팀 감독
- 2011 - 2019년  이란 대표팀 감독
- 2019 - 2020년  콜롬비아 대표팀 감독
- 2021 - 2022년  이집트 대표팀 감독
- 2022년  이란 대표팀 감독
- 2023 -  카타르 대표팀 감독

## 남북한과 인연
케이로스 감독은 대한민국 축구 국가대표팀과 조선민주주의인민공화국 축구 국가대표팀과의 1991년, 2010년, 2012년, 2013년, 2017년, 2019년 경기를 통해 거친 플레이를 보였지만, 여섯 경기에서 4승 1무 1패를 기록하였다.
- 1991년 FIFA 세계 청소년 축구 선수권 대회에서 케이로스 감독이 이끌던 포르투갈은 안세욱 감독이 이끌던 대한민국 U-20 축구 국가대표팀과 맞붙어 1 : 0으로 승리했다.
- 1998년 아시안 게임에서 케이로스 감독이 이끌던 아랍에미리트 연합은 허정무 감독이 이끌던 대한민국 축구 국가대표팀과 맞붙어 1 : 2로 패배했다.
- 2010년 6월 21일 남아공 케이프타운 그린포인트 경기장에서 열린 2010년 FIFA 월드컵 G조 2차전서 김정훈 감독이 이끌던 조선민주주의인민공화국 축구 국가대표팀을 7 : 0으로 크게 이겼다.
- 2012년 10월 17일 이란 테헤란 아자디 스타디움서 열린 월드컵 최종 예선 4차전에서 최강희 감독이 이끌던 대한민국을 1 : 0으로 이겼다. 이란 대표팀은 거친 플레이를 남발하다가 옐로 카드 3장과 레드 카드 1장을 받았고, 케이로스 감독은 주심에게 불만을 표출하다가 벤치에서 퇴장을 당했다.[3]
- 2013년 6월 18일 울산 울산문수축구경기장에서 최강희 감독이 이끌던 대한민국 축구 국가대표팀과 2014년 브라질 월드컵 아시아 지역 최종예선 A조 8차전서 1 : 0으로 승리를 거두었다. 경기가 끝난 후 최강희 감독을 향해 주먹감자를 날리는 거만한 태도를 보였다. 그 후 이 주먹감자는 아르헨티나와 맞붙었을 때 앙헬 디 마리아에게 모종의 방법으로 복수당하였으며, 보스니아와 맞대결에서는 결국 에딘 제코에게 골을 허용했다.
- 2017년 8월 31일 케이로스 감독이 이끄는 이란 대표팀은 서울월드컵경기장에서 신태용 감독이 이끄는 대한민국 축구 국가대표팀과 2018년 러시아 월드컵 아시아 지역 최종예선 A조 9차전에서 0 : 0으로 비겨, 대한민국 축구 국가대표팀 상대 처음으로 무승부를 기록하였다.
- 2019년 1월 12일 아부다비 알나얀 스타디움에서 케이로스 감독이 이끄는 이란 대표팀은 박항서 감독이 이끄는 베트남 축구 국가대표팀을 상대로 2 : 0으로 승리하였다.
- 2019년 3월 26일 서울월드컵경기장에서 케이로스 감독이 이끄는 콜롬비아 축구 국가대표팀이 파울루 벤투 감독이 이끄는 대한민국 축구 국가대표팀과 친선경기에서 대한민국에 1 : 2로 패하면서, 대한민국 축구 국가대표팀 상대 통산 첫 번째 패전을 기록하였다.